# Mandoto
Mandoto est une commune rurale 2ème catégorie malgache située dans la partie ouest de la région de Vakinankaratra.

## Géographie
Mandoto se situe sur la route nationale 34 à 117 km d'Antsirabe et 129 km de Miandrivazo.